# Милин камък
Милин камък е нископланински рид в Северозападна България, Западния Предбалкан, област Враца. По северното му подножие преминава условната граница между Западната Дунавска равнина и Западния Предбалкан.
Ридът Милин камък се издига във външната структурна ивица на Западния Предбалкан и е разположен северно от рида Веслец, между долините на реките Скът на изток и Въртешница (Лева) на запад. Има посока на простиране от запад на изток с дължина 8 – 9 km и ширина 2 – 3 km. На север се спуска със стръмни склонове към Дунавската равнина, а южните му склонове са полегати. Най-високата точка на рида е едноименният връх Милин камък (463,3 m), разположен в централната му част.
Изграден е от горнокредни варовици. Северните му склонове са обрасли с гора, а южните са заети от пасища.
В западната част на рида е разположено село Чирен, а в източното му подножие – селата Мраморен и Баница.
На 18 (30) май 1876 г., към края на Априлското въстание, Ботевата чета влиза в тежка битка с башибозук и около сто души редовен аскер. На Милин камък оставят костите си над двадесет Ботеви четници. Загубите на турците са по-големи благодарение на по-благоприятната позиция на четниците. Липсата на вода и път за отстъпление са причината още през нощта четата да се придвижи до Стара планина.

## Други
На Милин камък е наречена улица в квартал „Лозенец“ в София (Карта).

## Топографска карта
- Лист от карта K-34-24. Мащаб: 1 : 100 000.
- Лист от карта K-34-36. Мащаб: 1 : 100 000.